# Ons Krijtland Zuid-Limburg
Ons Krijtland Zuid-Limburg is een reeks publicaties over geologische en botanische bijzonderheden van het zuidelijk deel van de Nederlandse provincie Limburg, dat bekend staat als het Krijtland of Mergelland.
De zes brochures uit de reeks die tussen 1964 en 1987 verschenen als “Wetenschappelijke Mededelingen van de Koninklijke Nederlandse Natuurhistorische Vereniging” bij de KNNV Uitgeverij te Hoogwoud waren:
1. Felder, W.M. - 'Van Epen naar Vaals, geologie van een toeristenweg' (W.M. 55; eerste druk: 1964)
2. Romein, B.J. - 'Geologische geschiedenis van Zuid-Limburg' (W.M. 61; eerste druk: jan. 1966)
3. van Wijngaarden, A. - 'De ondergrondse kalkgroeven van Zuid-Limburg' (W.M. 71; eerste druk: aug. 1967)
4. Dijkstra, dr. S.J. - 'Orchideeën van Limburg' en Pool, mej. dr. D.J.W. - 'De zinkflora van het Geuldal' (W.M. 76; eerste druk: aug. 1968)
5. Felder, P.J. - 'Geologische bezienswaardigheden in het Mergelland' (W.M. 126; maart 1978)
6. Willems, J.H. - 'Kalkgrasland in Zuid-Limburg' (W.M. 184; oktober 1987)

Bij de verschijning van deel V, in 1978, wordt gemeld dat de eerste vier deeltjes van de “Krijtland-serie” goed zijn ontvangen: van deel I is dan een derde druk, van deel II een vierde, van deel III een derde en van deel IV een tweede druk verschenen.
In het voorwoord bij het eerste deel van de serie (1964) werd gemeld dat leden van de KNNV al vele jaren vroegen om een heruitgave van Uit ons Krijtland van Eli Heimans uit 1911. Een ongewijzigde herdruk werd niet raadzaam geacht, omdat er sinds 1911 in Zuid-Limburg te veel veranderde sinds Heimans er rondzwierf. De ambitie is echter om een nieuw Uit ons Krijtland gestalte te geven.
In de lijn van het grote voorbeeld uit 1911 lag in de reeks een zwaar accent op de geologische bijzonderheden van het Krijtland: vier van de zes deeltjes behandelen geologische onderwerpen. Ook hadden verschillende delen, net als het werk van Heimans, het karakter van een wandelgids of reisgids. Zo bevat deel I de beschrijving van een tocht langs de “toeristenweg” van Epen naar Vaals en wordt in deel V een uitgebreide opsomming gegeven van de geologische bezienswaardigheden van het Mergelland.

## W.M. 55: 'Van Epen naar Vaals, geologie van een toeristenweg.'
Het eerste deel van de reeks Ons Krijtland Zuid-Limburg verscheen als Wetenschappelijke Mededeling van de Koninklijke Nederlandse Natuurhistorische Vereniging (W.M. - KNNV) nr. 55 in 1964:

Felder, Werner M. - 'Ons Krijtland Zuid-Limburg I: Van Epen naar Vaals, geologie van een toeristenweg.' Met illustraties van de schrijver, M.J.C. Kolvoort, G. Houtman en A.M.L. Roebroek (28 pgs.). Het verscheen als een gezamenlijke uitgave van KNNV, Natuurhistorisch Genootschap in Limburg, het Natuurhistorisch Museum Maastricht en de Nederlandse Geologische Vereniging.
Een tweede druk verscheen in 1972 (32 pgs.). Een derde herziene en uitgebreide druk verscheen in april 1977 (36 pgs.).
De tekst van dit boekje verscheen oorspronkelijk in het Jaarboek 1963 van de Afdeling Limburg van de Nederlandse Geologische Vereniging.
De zogenaamde “toeristenweg” van Epen naar Vaals door de Vijlenerbossen - veelal aangeduid als “Epenerbaan” werd aangelegd in de jaren vijftig/zestig van de twintigste eeuw. Daarbij werden op verschillende plaatsen diepe terreininsnijdingen gemaakt, waar veel gegevens konden worden verzameld over de geologische opbouw van de streek. De bedoeling van dit eerste deel van de reeks Ons Krijtland Zuid-Limburg is uitdrukkelijk “een beknopt overzicht (te) geven van alle (geologische) bezienswaardigheden langs en in de nabijheid van deze weg.” Schrijver vermoedt dat het allemaal te veel is om op één dag te doen.
De tocht begint in Epen, bij de brug over de Geul, loopt via Camerig het Vijlenerbos is. Even voorbij Zevenwegen ligt het hoogste punt. Daarna daalt de tocht via Raren af naar Kasteel Vaalsbroek. Onderweg wordt op veel plaatsen van de toeristenweg afgeweken om nabijgelegen geologische bezienswaardigheden te bezoeken. Dat begint al meteen aan het begin, waar een pad stroomafwaarts langs de Geul wordt gevolgd. Verderop wordt nog verschillende keren van de toeristenweg afgeweken, bijvoorbeeld naar grenspaal 7 en naar de tertiaire zandsteenblokken in het Vijlenerbos.
Vanzelfsprekend krijgen ook de dolines en de grafheuvels in het Vijlenerbos de nodige aandacht.

## W.M. 61: 'Geologische geschiedenis van Zuid-Limburg.'
Het tweede deel van de reeks Ons Krijtland Zuid-Limburg verscheen als W.M. van de KNNVnr. 61 in januari 1966:

Romein, B.J. - 'Ons Krijtland Zuid-Limburg II: Geologische geschiedenis van Zuid-Limburg' (80 pgs.). Het verscheen als gezamenlijke uitgave van KNNV, Natuurhistorisch Genootschap in Limburg, Nederlandse Geologische Vereniging en de Geologische Stichting.
Een derde en vierde druk verschenen in 1976.

## W.M. 71: 'De ondergrondse kalkgroeven van Zuid-Limburg.'
Het derde deel van de reeks Ons Krijtland Zuid-Limburgverscheen als W.M. van de KNNV nr. 71 in augustus 1967:
van Wijngaarden, A. - 'Ons Krijtland Zuid-Limburg III: De ondergrondse kalkgroeven van Zuid-Limburg.' Met illustraties van M.J.C. Kolvoort (28 pgs.).
In november 1976 verscheen een derde (ongewijzigde) oplage en in 1983 verscheen een vierde druk.
Deze uitgave werd ook gepubliceerd als RIVON-mededeling no. 257.

## W.M. 76: 'De orchideeën van Zuid-Limburg.'
In augustus 1968 verscheen deel 76 van de Wetenschappelijke Mededelingen van de KNNV:

Dijkstra, dr. S.J. - 'Ons Krijtland Zuid-Limburg IV: Orchideeën van Zuid-Limburg.' Met illustraties van H.P. Misset (61 pgs.).

Dit deeltje bevatte tevens:

Pool, mej. dr. D.J.W. - 'De zinkflora van het Geuldal.' Met illustraties van M.J.C. Kolvoort (7 pgs.)
In 1977 verscheen een tweede druk.

## W.M. 126: 'Geologische bezienswaardigheden in het Mergelland'
In maart 1978 verscheen deel 126 van de Wetenschappelijke Mededelingen KNNV:

Ons Krijtland Zuid-Limburg V - Geologische bezienswaardigheden in het Mergelland. Het is geschreven door ing. P.J. Felder. (40 pgs.)
Dit deeltje werd uitgegeven in samenwerking met het Natuurhistorisch Genootschap in Limburg, het Natuurhistorisch Museum Maastricht en de Nederlandse Geologische Vereniging.
Een deel van deze brochure was reeds in 1975 verschenen in het Natuurhistorisch Maandblad.

## W.M. 184: Kalkgrasland in Zuid-Limburg
In oktober 1987, bijna tien jaar na het verschijnen van aflevering V van de reeks, verscheen als laatste deel van de reeks in de Wetenschappelijke Mededelingen KNNV deel 184:

Willems, J.H. - 'Ons Krijtland Zuid-Limburg VI - Kalkgrasland in Zuid-Limburg.' Het bevatte pentekeningen van Marionne van de Klashorst. (42 pgs.) De uitgave vond weer plaats in samenwerking met het Natuurhistorisch Genootschap in Limburg en het Natuurhistorisch Museum Maastricht.
In deze uitgave wordt een overzicht gegeven van de stand van het botanisch onderzoek van de kalkgraslanden, samen met de hellingbossen, “het meest tot de verbeelding sprekende vegetatietype van Zuid-Limburg”. Zowel de vegetatie als de bedreigingen en het beheer dat nodig geacht werd voor de instandhouding wordt besproken. Vanuit de Universiteit van Utrecht werd al meer dan twintig jaar onderzoek gedaan. Vooral sinds het einde van de jaren 1970 werd dit onderzoek geïntensiveerd. De uitgave probeert een samenvatting te geven van de resultaten van het onderzoek, die in tientallen publicaties in vaktijdschriften en in veel interne onderzoeksrapporten, zijn neergelegd.
In vroeger tijden was het areaal kalkgrasland in Zuid-Limburg veel groter. De terreinen waarop deze vegetatie nu nog wordt aangetroffen zijn vrijwel allemaal beschermd natuurgebied. Ze hebben tegenwoordig een omvang van enkele tientallen hectaren en hebben een grote natuurwetenschappelijke, landschappelijke en cultuur-historische betekenis. Kalkgraslanden zijn een soortenrijk vegetatietype van kruiden, grassen, mossen en soms korstmossen, die vooral voorkomen op matig droge kalkhoudende bodems in heuvels en middelgebergte in West-Europa. In Zuid-Limburg komen ze alleen voor op plaatsen waar kalkgesteente uit het Krijt aan de oppervlakte komt, het gebied van het “Krijtland”.